# Die Greifer

Serienlogo

Die Greifer waren eine Unterserie der Heftromanreihe Silber-Krimi, in der Agentenromane veröffentlicht wurden. Die innerhalb der Reihe zum Einsatz kommende Technik ging in einigen Fällen über das zum damaligen Zeitpunkt technisch Realisierbare hinaus. Die Romane waren auf dem Cover deutlich kenntlich gemacht und rückten den Reihentitel in den Hintergrund.
Alle Romane wurden von dem Briten Robert Frank Atkinson unter dem Pseudonym  Bert F. Atkins geschrieben. Ende des Zweiten Weltkriegs 1945 kam Atkinson als Besatzungssoldat nach Deutschland, wo er seine Frau, eine Philologin, kennenlernte, die ihm die Deutsche Sprache soweit beibrachte, dass er Romane schreiben konnte. Der Autor hatte die Serie selbst entwickelt und beendete sie nach 24 Heften zu Gunsten der Gruselserie Nebelgeister, die später in den Silber Grusel-Krimi integriert wurde.

## Titelliste
| SK # | Titel                                    | Jahr | Greifer # |
| ---- | ---------------------------------------- | ---- | --------- |
| 887  | Mord nach Art des Hauses                 | 1970 | 01        |
| 895  | Hypnose-Cocktail                         | 1970 | 02        |
| 899  | Bis deine Knochen bleichen               | 1970 | 03        |
| 903  | Ein Sarg aus Stahl                       | 1971 | 04        |
| 907  | Sklaven der Peitschen-Hexe               | 1971 | 05        |
| 915  | Millionäre waren ihnen hörig             | 1971 | 06        |
| 923  | In die Hölle und nie zurück              | 1971 | 07        |
| 927  | Zu Tode spioniert                        | 1971 | 08        |
| 931  | Die Todesspinne                          | 1971 | 09        |
| 937  | Wenn der Tod Flamenco tanzt              | 1971 | 10        |
| 941  | In London kommt das Morden auf           | 1971 | 11        |
| 947  | Geschenk des Teufels                     | 1971 | 12        |
| 951  | Wer zuerst schießt, stirbt als Zweiter   | 1972 | 13        |
| 955  | Eine Priese Dynamit                      | 1972 | 14        |
| 959  | Statt Gold ein Sarg aus Zinn             | 1972 | 15        |
| 963  | Wer zweimal stirbt, dem glaubt man nicht | 1972 | 16        |
| 967  | Mach dein Testament, Greifer             | 1972 | 17        |
| 971  | Matadore des Todes                       | 1972 | 18        |
| 976  | Goldnase                                 | 1972 | 19        |
| 980  | Mit 3000 PS in die Hölle                 | 1972 | 20        |
| 985  | Der Sensenmann von Alcazar               | 1972 | 21        |
| 991  | Wer liebt schon eine Killer ...          | 1972 | 22        |
| 997  | Der Tod kreist in den Wolken             | 1972 | 23        |
| 1000 | Mörderischer Urlaub                      | 1972 | 24        |